# 앙성중학교
앙성중학교(仰城中學校)는 대한민국 충청북도 충주시 앙성면 용포리에 있는 공립 중학교이다.

## 학교 연혁
- 1956년 1월 16일 : 재단법인 앙성학원 설립 인가
- 1956년 2월 28일 : 앙성중학교 6학급 인가
- 1956년 2월 28일 : 초대 홍영표 교장 부임
- 1956년 4월 2일 : 앙성중학교 개교 및 제1회 입학식
- 1959년 3월 4일 : 제1회 졸업식(22명)
- 1976년 11월 27일 : 학칙 변경 인가(공립중학교 설립)
- 1977년 4월 1일 : 공립중학교 설립 인가(12학급)
- 1979년 3월 2일 : 현 교사로 이전(부지 5,400평)
- 2016년 10월 15일 : 학교 건물 리모델링 준공
- 2023년 3월 1일 : 제24대 윤성광 교장 취임
- 2024년 1월 5일 : 제71회 졸업식 남 4명, 여 5명 계 9명 졸업(졸업생 누계 6,172명)
- 2024년 3월 4일 : 제74회 입학식(남학생 4명, 여학생 4명 총 8명)

## 참고 자료
- 앙성중학교 - 한국교육학술정보원 학교알리미